# 2025 في مصر
تحتوي هذه المقالة على أهم الأحداث التي شهدها مصر في 2025م، إضافة إلى أهم الشخصيات المصرية المولودة والمتوفية في هذه السنة.

## الحُكم
- الرئيس ـ عبد الفتاح السيسي.
- رئيس الحكومة ـ مصطفى مدبولي.
- وزير الداخلية ـ محمود توفيق.

## الأحـداث
- 7 يوليو - حريقٌ في مبنى سنترال رمسيس بالقاهرة يودي بحياة أربعة أشخاص وإصابة ثلاثة وثلاثين آخرين، ويؤدي لانقطاع مؤقت لخدمات الاتصالات والإنترنت في عدة مناطق في مصر.

## رياضة
ا

## كتب
ا

## أفلام
مقالة رئيسية: قائمة الأفلام المصرية سنة 2025

## مسلسلات
ا

## موسيقى
ا

## الجوائز
- 24 أبريل - فوز الكاتب المصرى محمد سمير ندا بجائزة البوكر للرواية العربية عن روايتة «صلاة القلق».[1]

## وفـيات
- 6 يناير - منى أبو الفتوح، ممثلة.
- 7 يناير - جلال هريدي، سياسي وأحد مؤسسي سلاح الصاعقة (96 سنة).[2]
- 9 يناير - ليلى رستم، مذيعة تليفزيون (87 سنة).
- 23 يناير - زينب زمزم، مُخرجة.
- 23 يناير - أحمد عطية صالح، رئيس تحرير جريدة اللواء الإسلامى.
- 24 يناير - عمر أنس (مصور صحفي)، مصور بمجلة الإذاعة والتليفزيون.
- 29 يناير - مصطفى الصغير، ممثل.
- 1 فبراير - هشام الحداد، معارض سياسي.
- 3 فبراير - أحمد أبو زيد (مذيع)، أبرز مذيعى الإذاعة المصرية.
- 3 فبراير - سامي عبد العزيز، عميد كلية الإعلام جامعة القاهرة.
- 5 فبراير - صالح العويل، ممثل.[3]
- 9 فبراير - سامي السيوي، مُخرج (76 سنة).
- 9 فبراير - عماد قطري، كاتب وشاعر.
- 25 فبراير - محمد الجزار، إعلامى.
- 27 فبراير - محمود توفيق سعد، عضو هيئة كبار العلماء (74 سنة).
- 9 مارس - محمد الشال، مُخرج.
- 9 مارس - مختار الكسباني، عالم آثار إسلامية (69 سنة).
- 14 مارس - مجدي عبدالمسيح، منتج ومدير إنتاج.
- 12 أبريل - إبراهيم شيكا، لاعب كرة قدم (24 سنة)[4]
- 13 أبريل - صلاح حسن (منتج فني)، منتج فني.
- 21 مايو - زكي النجار، مُخرج.
- 3 يونيو - سميحة أيوب، ممثلة مصرية (93 سنة).
- 5 يونيو - هدى العجيمي، مذيعة مصرية (88 سنة).
- 25 يونيو - عماد محرم، فنان (74 سنة)[5]
- 2 يوليو - أحمد عامر، مطرب شعبي.
- 8 يوليو - أمل صبري، إعلامية.
- 10 يوليو 
  - - محمد عواد، مطرب.
  - سامح عبد العزيز – مخرج سينمائي (48 سنة)[6]
- 11 يوليو - شروق، ممثلة (73 سنة).
- 3 أغسطس - محمد أبو النجا، لاعب كرة قدم (36 سنة).
- 8 أغسطس - سيد صادق، ممثل (80 سنة).
- 12 أغسطس - علي المصيلحي، سياسي ووزير (76 سنة).
- 13 أغسطس - صنع الله إبراهيم، كاتب وروائي (88 سنة).